# Рис Казимир
Рис Казимир (фр. Riz Casimir, нем. Reis Casimir) — швейцарское блюдо из риса с карри. Также включает нарезанную телятину, фрукты, обычно бананы, ананасы, персики или вишни. Его также украшают кусочками жареного миндаля. Для Рис Казимир обычно используется длинный рис. Телятину часто заменяют свининой или курицей. Можно использовать и другие фрукты.
Рис Казимир был придуман компанией Mövenpick; он присутствует в меню ресторанов Mövenpick с 1952 года.
Создание этого блюда обычно приписывают Ули Прагеру (Ueli Prager), основателю Mövenpick. Его продвигали в швейцарских кулинарных книгах Элизабет Фюльшер с 1960 года и издательства «Бетти Босси» с 1968 года. По словам историка Роджера Сидлера, это блюдо отражает растущую потребность в экзотике в послевоенной Швейцарии. Название «Казимир», возможно, происходит от названия штата Кашмир: как предположил историк культуры Петра Фоеде, блюдо было вдохновлено индийской кухней.
Рис Казимир быстро стал популярным домашним блюдом в Швейцарии, особенно в качестве семейного блюда. Консервный завод Hero продавал консервированные фрукты для Риса Казимир, и блюдо также подавалось в армии. Наличие консервированных фруктов и сладковатый вкус сделали это блюдо одним из любимых у швейцарских школьников . Однако к концу XX века его популярность снизилась.